# 小行星1199
小行星1199（1199 Geldonia）是一颗围绕太阳公转的小行星。1931年9月14日，歐仁·約瑟夫·德爾波特在于克勒发现了此天体。
該小行星以發現者的出生地，比利時城市若多涅的拉丁語命名。
这颗小行星的绝对星等为288.9586551969231等。